# ГТЭС «Коломенское»
ГТЭС «Коломенское» — газотурбинная тепловая электростанция (ГТУ-ТЭЦ), расположенная в районе Москворечье-Сабурово г. Москвы. Собственник станции — ООО «ВТК-инвест», входящее в группу ВЭБ.РФ.

## Конструкция станции
ГТЭС «Коломенское» представляет собой тепловую газотурбинную электростанцию с комбинированной выработкой электроэнергии и тепла (ГТУ-ТЭЦ). Установленная мощность электростанции — 136 МВт, тепловая мощность — 171 Гкал/час. Основное и резервное топливо — природный газ, поступающий на станцию по двум газопроводам давлением 0,6 МПа и 1,2 МПа. Электростанция непосредственно примыкает к районной тепловой станции (РТС) «Коломенское».
Основное генерирующее оборудование станции включает в себя три газовые турбины SGT-800 с турбогенераторами AMS мощностью по 45,3 МВт с вертикальными котлами-утилизаторами КУВ-60/150. Производитель газовых турбин — фирма Siemens (Германия), генераторов — фирма ABB (Швеция), котлов-утилизаторов — завод «ЗиО-Подольск». Система охлаждения оборотная, построена с использованием трёх вентиляторных градирен «Росинка-80/100». Проектная эффективность использования топлива (выработка тепловой и электрической энергии) составляет 82,9 %. Станция окружена жилой застройкой, что потребовало специальных мер по снижению шумового воздействия. Дымовые газы отводятся через три дымовые трубы.
С генераторов электроэнергия передаётся на комплектное генераторное распределительное устройство напряжением 10 кВ (КГРУ-10 кВ), а с него на комплектное распределительное устройство на 10 кВ (КРУ-10 кВ). Через три силовых трансформатора мощностью по 63 МВА производства фирмы ETD Transformatory (Чехия) КГРУ-10 кВ связано с комплектным распределительным элегазовым устройством напряжением 220 кВ (КРУЭ-220 кВ). В энергосистему электроэнергия выдаётся по ряду кабельных линий напряжением 10 кВ, а также по следующим линиям электропередачи напряжением 220 кВ:
- ВЛ 220 кВ ГТЭС Коломенское — ПС Чертаново;
- ВЛ 220 кВ ГТЭС Коломенское — ПС Южная (2 цепи);
- ВЛ 220 кВ ГТЭС Коломенское — ПС Бугры.

## Экономическое значение
ГТЭС «Коломенское» обеспечивает электроэнергией потребителей районов Москворечье-Сабурово, Царицыно и Нагатино-Садовники Южного административного округа Москвы на напряжении 10 кВ (им передаётся 108 МВт мощности), избыток мощности выдаётся в сеть 220 кВ. Также станция обеспечивает теплом и горячей водой потребителей в зонах действия районных тепловых станций «Коломенская», «Нагатино», «Ленино-Дачное», и квартальных тепловых станций КТС-16, КТС-17.

## История строительства и эксплуатации
Строительство ГТЭС «Коломенское» было предусмотрено постановлением Правительства Москвы от 13 января 2004 г. N 3-ПП «О развитии генерирующих мощностей в городе Москве». По итогам открытого инвестиционного конкурса на проектирование и строительства станции инвестиционный контракт был заключён с ООО «НафтаСиб Энергия». Станция была спроектирована ЗАО «ТЭП-инжениринг». Строительство ГТЭС «Коломенское» было начато 18 июля 2007 года, станция была введена в эксплуатацию 26 мая 2009 года, строительный период занял 22 месяца. Общая стоимость строительства составила $262 млн, из которых 30 % вложила группа «НафтаСиб», в остальном проект финансировался за счёт кредита Внешэкономбанка, с использованием лизинговой схемы поставок оборудования через ОАО «ВЭБ-лизинг». В январе 2012 года ОАО «МОЭК» отказалось от закупки тепла ГТЭС «Коломенское», что привело к невозможности работы станции, поскольку производства тепла и электроэнергии технологически связаны. В результате с 3 января 2012 года по 21 октября 2015 года станция находилась в вынужденном простое. В 2013 году ООО «НафтаСиб Энергия» было признано банкротом, в феврале 2014 года ГТЭС «Коломенское» была продана ООО «ВТК-инвест» и в 2015 году возобновила работу.